# Тесницкое
Тесницкое — деревня в Тульской области России. В рамках административно-территориального устройства входит в Суходольский сельский округ Алексинского района, в рамках организации местного самоуправления — в состав муниципального образования город Алексин.

## География
Деревня находится в северо-западной части Тульской области, в пределах северо-восточного склона Среднерусской возвышенности, в подзоне широколиственных лесов, на левом берегу реки Крушмы, на расстоянии примерно 20 километров (по прямой) к юго-востоку от города Алексина, административного центра округа. Абсолютная высота — 228 метров над уровнем моря.
Климат
Климат характеризуется как умеренно континентальный, с ярко выраженными сезонами года. Средняя температура воздуха летнего периода — 16 — 20 °C (абсолютный максимум — 38 °С); зимнего периода — −5 — −12 °C (абсолютный минимум — −46 °С). Снежный покров держится в среднем 130—145 дней в году. Среднегодовое количество осадков — 650—730 мм.
Часовой пояс
Деревня Тесницкое, как и вся Тульская область, находится в часовой зоне МСК (московское время). Смещение применяемого времени относительно UTC составляет +3:00.

## История
По состоянию на 1913 г. деревня Тесницкое (Стрыгинские Выселки, Стрыгинский Хутор) находилась в составе Суходольской волости Алексинского уезда. Была приписана к церковному приходу в с. Коростино (Покровское).
Восточнее Тесницкого находился Тесницкий полигон, где в конце 1930-х гг. происходили массовые расстрелы осуждённых по «политическим статьям». В настоящее время на месте полигона установлен памятный знак.

## Население
| 2010 |
| ---- |
| 14   |

Половой состав
По данным Всероссийской переписи населения 2010 года в гендерной структуре населения мужчины составляли 57,1 %, женщины — соответственно 42,9 %.